# Everything (álbum de The Bangles)
Everything es el nombre del tercer álbum de estudio de la banda The Bangles. Fue lanzado al mercado por la compañía discográfica Columbia Records el 18 de octubre de 1988. Al igual que su predecesor, Everything produjo un sencillo n.º 5 (In Your Room) y un sencillo n.º 1 (Eternal Flame).

## Lista de canciones
| N.º | Título                    | Escritor(es)                              | Duración |  |
| 1.  | «In Your Room»            | Susanna Hoffs, Tom Kelly, Billy Steinberg | 3:33     |  |
| 2.  | «Complicated Girl»        | Michael Steele, David White               | 3:43     |  |
| 3.  | «Bell Jar»                | Debbi Peterson, Vicki Peterson            | 3:23     |  |
| 4.  | «Something to Believe In» | Eric Lowen, Dan Navarro, Steele, White    | 4:10     |  |
| 5.  | «Eternal Flame»           | Hoffs, Kelly, Steinberg                   | 4:03     |  |
| 6.  | «Be with You»             | Walker Igleheart, D. Peterson             | 3:05     |  |
| 7.  | «Glitter Years»           | Steele, White                             | 3:44     |  |
| 8.  | «I'll Set You Free»       | Hoffs, White                              | 4:32     |  |
| 9.  | «Watching the Sky»        | Hoffs, V. Peterson                        | 4:17     |  |
| 10. | «Some Dreams Come True»   | Igleheart, D. Peterson                    | 3:33     |  |
| 11. | «Make a Play for Her Now» | V. Peterson, Vinnie Vincent               | 3:53     |  |
| 12. | «Waiting for You»         | Hoffs, Kelly, Steinberg                   | 3:41     |  |
| 13. | «Crash and Burn»          | V. Peterson, R. Sweet                     | 2:42     |  |

- Datos: Q5393823